# Харя, Георгий Георгиевич
Георгий Георгиевич Харя (рум. Gheorghe Harea; 3 февраля 1966, Пыржолтены, Каларашский район) — советский и молдавский футболист, полузащитник и нападающий. Выступал за сборную Молдавии.

## Биография
До 23-летнего возраста играл только в соревнованиях коллективов физкультуры, в частности за кишинёвский «Пединститут». В 1989 году перешёл в «Тигину» (Бендеры) из второй лиги СССР, где стал основным игроком и через полтора года заслужил приглашение в ведущую команду Молдавской ССР — кишинёвский «Нистру». В составе «Нистру» осенью 1990 года провёл 15 матчей в первой лиге, в большинстве из которых выходил на замены, и забил один гол. В 1991 году вернулся в бендерский клуб.
После распада СССР недолго продолжал выступать за «Тигину», затем перешёл в клуб высшей лиги Украины «Нива» (Винница). 16 апреля 1992 года сыграл дебютный матч в чемпионате Украины против «Таврии», а 9 июня 1992 года забил свой первый гол в ворота запорожского «Торпедо». Осенью 1992 года выступал вместе с «Нивой» в первой лиге, а в начале 1993 года перешёл в клуб высшей лиги «Металлист» (Харьков), с которым стал полуфиналистом Кубка Украины 1992/93. Всего в высшей лиге Украины за «Ниву» и «Металлист» сыграл 11 матчей и забил один гол.
Летом 1993 года перешёл в румынский клуб «Рапид» (Бухарест). Дебютировал в чемпионате Румынии 15 августа 1993 года в матче против «Университати» Клуж. Всего осенью 1993 года провёл 10 матчей в чемпионате Румынии и одну игру в Кубке УЕФА, его клуб в итоге финишировал на четвёртом месте в чемпионате.
В 1994 году вернулся на родину и перешёл в клуб «Нистру» (Атаки), где провёл три сезона. В сезоне 1994/95 стал вторым бомбардиром чемпионата Молдавии с 17 голами, в сезоне 1996/97 — пятым бомбардиром с 12 мячами, а всего за три сезона забил 38 голов в лиге. Финалист Кубка Молдавии 1996/97.
В сезоне 1997/98 выступал за клуб второго дивизиона Румынии «Политехника» (Тимишоара), а затем — за аутсайдера высшей лиги Молдавии «Агро» (Кишинёв), стал лучшим снайпером своего клуба в сезоне 1998/99 с 5 голами. В сезоне 1999/00 сыграл два матча за «Конструкторул» (Кишинёв), ставший бронзовым призёром чемпионата и обладателем Кубка Молдавии. В конце карьеры выступал в Индонезии.
2 июля 1991 года принял участие в первом официальном матче сборной Молдавии против Грузии (2:4), заменил в перерыве Сергея Пархоменко, а через четыре минуты забил гол. Позднее сыграл ещё два товарищеских матча за сборную — в 1992 году против Литвы и в 1998 году против Румынии.